# Diclidanthera octandra
Diclidanthera octandra är en jungfrulinsväxtart som beskrevs av Henry Allan Gleason. Diclidanthera octandra ingår i släktet Diclidanthera och familjen jungfrulinsväxter. Inga underarter finns listade i Catalogue of Life.